# Ritajauren
Ritajauren är en sjö i Jokkmokks kommun i Lappland och ingår i Luleälvens huvudavrinningsområde. Sjön har en area på 0,949 kvadratkilometer och ligger 300,9 meter över havet.

## Delavrinningsområde
Ritajauren ingår i det delavrinningsområde (740141-168759) som SMHI kallar för Mynnar i Harrijaurebäcken. Medelhöjden är 321 meter över havet och ytan är 11,18 kvadratkilometer. Det finns inga avrinningsområden uppströms utan avrinningsområdet är högsta punkten. Vattendraget som avvattnar avrinningsområdet har biflödesordning 4, vilket innebär att vattnet flödar genom totalt 4 vattendrag innan det når havet efter 174 kilometer. Avrinningsområdet består mestadels av skog (52 procent) och sankmarker (28 procent). Avrinningsområdet har 1,4 kvadratkilometer vattenytor vilket ger det en sjöprocent på 12,5 procent.